# Femø
Femø – wyspa w zatoce Smålandsfarvandet, w Danii. Powierzchnia wyspy wynosi 11,4 km². W roku 2017 zamieszkiwało ją 112 osób.